# Andrew Young
Andrew Jackson Young (New Orleans, 12 marzo 1932) è un pastore protestante, politico e diplomatico statunitense.

## Biografia
Dopo gli studi in Teologia alla Howard University (1951) e all'Hartford Theological Seminary (1955) fu ordinato pastore della United Church of Christ, una chiesa calvinista. Fu pastore a Marion (Alabama) e Thomasville (Georgia). Attivista impegnato nella difesa dei diritti civili, fu deputato alla Camera dei Rappresentanti per la Georgia nelle file del Partito Democratico dal 1973 al 1977. Nel 1977 fu nominato dall'amministrazione Carter ambasciatore degli Stati Uniti presso le Nazioni Unite, primo afroamericano ad aver rivestito questo incarico (1977-1979).
Fu sindaco di Atlanta dal 1982 al 1990. Durante il mandato e precisamente nel gennaio 1987 fu protagonista di una singolare iniziativa: vagò per 36 ore in giro per le vie della città travestito da mendicante, allo scopo di rendersi personalmente conto delle condizioni di vita dei più poveri e degli emarginati. Insignito della Medaglia presidenziale della libertà per il suo impegno nella difesa dei diritti civili. Massone, fu membro della Massoneria di Prince Hall.

## Opere
- An Easy Burden: The Civil Rights Movement and the Transformation of America, New York: Harper-Collins Publishing, Inc., 1996.
- A Way Out of No Way: The Spiritual Memoirs of Andrew Young. Nashville: Thomas Nelson Publishers, 1994.
- Andrew Young at the United Nations, Salisbury: Documentary Publications, 1978.
- Andrew Young, Remembrance & Homage, Boston: Tidal Press, 1978